# روتسترهول
روتسترهول (به هلندی: Rotsterhaule) یک منطقهٔ مسکونی در هلند است که در اسکارلند واقع شده‌است. روتسترهول ۵۶۵ نفر جمعیت دارد.